# Estérel - Côte d'Azur
 (juin 2023).
 (juin 2023).
Estérel - Côte d'Azur est un territoire touristique composé de 14 communes situées à l'est du département du Var dans la région Provence-Alpes-Côte d'Azur. Il regroupe les communes de Saint-Raphaël, Fréjus, Roquebrune-sur-Argens, Puget-sur-Argens et les 9 villages perchés du Pays de Fayence. Entre mer et nature, son littoral s'étend sur plus de 51 km des Issambres au Trayas. Le massif de l'Estérel, un massif montagneux volcanique, est un des points touristiques majeur du territoire. 
« Même pour ceux qui ont vu la Suisse et la Savoie, c’est une belle chose que la montagne couverte par les sombres verdures de l’Estérel. Les Alpes meurent ici dignement. » - Victor Hugo

## Communes du territoire Estérel Côte d'Azur
- Bagnols-en-Forêt,
- Callian,
- Fayence,
- Fréjus,
- Les Adrets-de-l'Estérel,
- Mons,
- Montauroux,
- Puget-sur-Argens,
- Roquebrune-sur-Argens,
- Saint-Paul-en-Forêt,
- Saint-Raphaël,
- Seillans,
- Tanneron,
- Tourrettes

## Une destination entre terre et mer
Le territoire Estérel Côte d’Azur s’étend sur plus de 14 communes de l’Est du Var et recouvre les intercommunalités de la CAVEM et du Pays de Fayence. Sa géographie est particulièrement riche. Les paysages alternent entre forêts, massifs rocheux, lacs, plages et calanques. Que ce soit depuis le rocher de Roquebrune-sur-Argens, le massif de l’Estérel où les Gorges de la Siagne, de nombreux points de vue parsèment les parcours de randonnées.
Le littoral du territoire Estérel Côte d’Azur compte 51 km d’une côte alternant plages de sable fin et calanques rocheuses. L’Ile d’Or, tour énigmatique au large du Dramont aurait même inspiré Hergé pour son album de Tintin et l’Ile Noire.

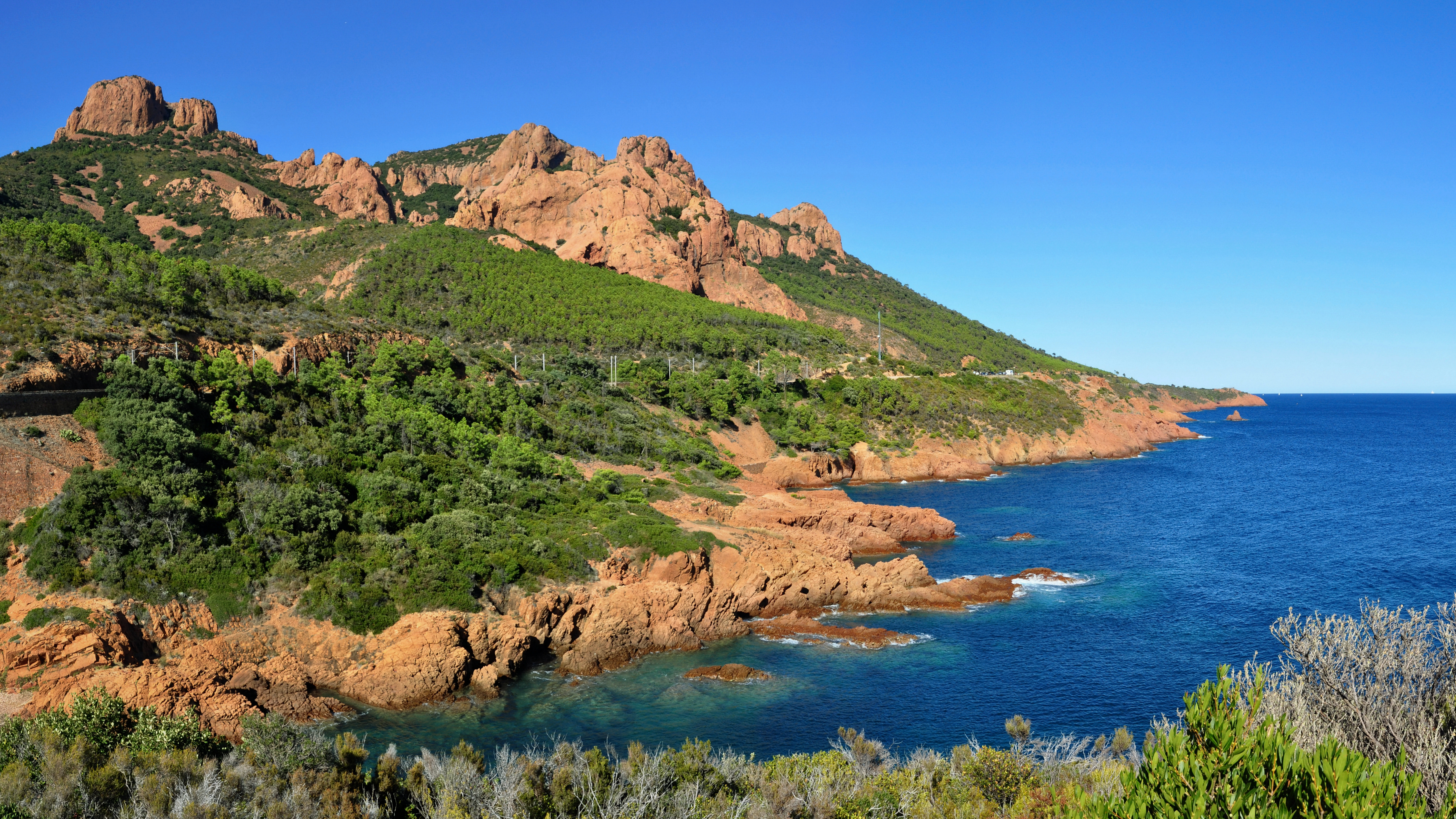
Corniche d'Or de l'Estérel

## Patrimoine culturel
Des vestiges romains de Fréjus à la basilique Notre-Dame de la Victoire de Saint-Raphaël, en passant par les châteaux médiévaux de Callian et Tourrettes, les témoignages du passé sont nombreux sur le territoire ! Que ce soit dans les stations balnéaires ou dans les villages pittoresques de l’arrière-pays, chaque chemin à sa propre histoire. Les paysans ont eux-mêmes témoigné de leur époque en laissant au gré des chemins dolmens, bories et vieux moulins…

## Activités
Le territoire comprend un nombre important de sentiers de randonnées, courses, ou VTT (Roc d'Azur notamment).
Côté mer, les sorties en bateaux et baptêmes de plongée permettent de profiter du littoral. Le golf comprend 6 parcours sur le territoire, dont le plus ancien du Var.
Le territoire est un carrefour entre les grandes stations balnéaires du Var (Toulon, Hyères, Saint-Tropez) et des Alpes-Maritimes (Cannes et Nice).

## Terroir
Le Var est reconnu pour être un haut lieu de la gastronomie. En Estérel Côte d’Azur, le savoir-faire culinaire est omniprésent. On retrouve plusieurs domaines viticoles (Clos des Roses, Terre d'Estel, les Escaravatiers, Château Vaudois, Château de Cabran...) et restaurants à chefs étoilés. Les marchés typiques prennent place tout au long de l’année, sur les bords de mer avec les marchés aux poissons fraîchement pêchés ou dans les petits villages avec les produits des producteurs locaux.